# Coupe de Belgique féminine de handball 2023-2024
Navigation
2022-2023 2024-2025
La Coupe de Belgique 2023-2024 est la 44e édition de la Coupe de Belgique féminine de handball, compétition à élimination directe mettant aux prises des clubs de handball amateurs et professionnels affiliés à l'Union royale belge de handball.

## Tours préliminaires

### 32ede finale
| Date                      | Club recevant      | Score   | Club visiteur  |
| ------------------------- | ------------------ | ------- | -------------- |
| 12 septembre 2023 à 20h30 | Brasschaat HC (D2) | 21 – 22 | HC Atomix (D2) |

### 16ede finale
| Date                    | Club recevant                              | Score   | Club visiteur                       |
| ----------------------- | ------------------------------------------ | ------- | ----------------------------------- |
| 4 octobre 2023 à 21h00  | Achilles Bocholt (Liga VHV - 3e niveau)    | 22 – 17 | HC Atomix (D2)                      |
| 13 octobre 2023 à 20h45 | Apolloon Spurs (Liga VHV - 3e niveau)      | 17 – 26 | Hestia Bilzen (D2)                  |
| 3 octobre 2023 à 21h00  | Kreasa HB Houthalen (Liga VHV - 3e niveau) | 10 – 0  | HBC Izegem (D2)                     |
| 5 octobre 2023 à 20h00  | Handball Villers 59 (D1 LFH - 3e niveau)   | 16 – 26 | United Brussels HC (D2)             |
| 5 octobre 2023 à 21h00  | Schoten (Liga VHV - 3e niveau)             | 21 – 28 | HC Roeselare (Liga VHV - 3e niveau) |

### 8ede finale
| Date                     | Club recevant                              | Score      | Club visiteur           |
| ------------------------ | ------------------------------------------ | ---------- | ----------------------- |
| 14 novembre 2023 à 21h00 | Kreasa HB Houthalen (Liga VHV - 3e niveau) | 22 – 28    | United Brussels HC (D2) |
| 15 novembre 2023 à 21h00 | Achilles Bocholt (Liga VHV - 3e niveau)    | 29 – 25    | HC DB Gent (D1)         |
| 14 novembre 2023 à 20h30 | Union Beynoise Handball (D1)               | 48 – 28    | DHC Waasmunster (D1)    |
| 14 novembre 2023 à 2Oh30 | HV Uilenspiegel Wilrijk (D1)               | 47 – 46 ap | KTSV Eupen 1889 (D1)    |
| 14 novembre 2023 à 20h30 | Fémina Visé Handball (D1)                  | 26 – 33    | HC Sprimont (D1)        |
| 14 novembre 2023 à 21h00 | HB Saint-Trond (D1)                        | 37 – 14    | DHC Overpelt (D1)       |
| 16 novembre 2023 à 19h30 | Hestia Bilzen (D2)                         | 20 – 31    | Hubo Handbal (D1)       |
| 14 novembre 2023 à 20h30 | HC Roeselare (Liga VHV - 3e niveau)        | 15 – 24    | HC Eynatten-Raeren (D2) |

### Quart de finale
| Date                     | Club recevant                           | Score   | Club visiteur                |
| ------------------------ | --------------------------------------- | ------- | ---------------------------- |
| 12 décembre 2023 à 20h30 | United Brussels HC (D2)                 | 14 – 45 | HB Saint-Trond (D1)          |
| 12 décembre 2023 à 20h30 | Union Beynoise Handball (D1)            | 33 – 34 | HC Sprimont (D1)             |
| 13 décembre 2023 à 20h30 | HC Eynatten-Raeren (D2)                 | 17 – 29 | HV Uilenspiegel Wilrijk (D1) |
| 13 décembre 2023 à 21h00 | Achilles Bocholt (Liga VHV - 3e niveau) | 18 – 38 | Hubo Handbal (D1)            |

### Demi-finale
| Date                    | Club recevant                | Score   | Club visiteur       |
| ----------------------- | ---------------------------- | ------- | ------------------- |
| 30 janvier 2024 à 20h30 | HV Uilenspiegel Wilrijk (D1) | 25 – 29 | HB Saint-Trond (D1) |
| 31 janvier 2024 à ??h00 | Hubo Handbal (D1)            | 27 – 22 | HC Sprimont (D1)    |

### Finale
| Date                 | Club recevant       | Score   | Club visiteur     |
| -------------------- | ------------------- | ------- | ----------------- |
| 30 mars 2024 à 13h00 | HB Saint-Trond (D1) | 28 – 26 | Hubo Handbal (D1) |

## Vainqueur
| Vainqueur de la Coupe de Belgique 2023-2024 HB Saint-Trond 5e victoire |